# マイク・サリバン
マイク・サリバン（Mike Sullivan、1878年9月23日 - 1937年10月31日）は、アメリカ合衆国出身の元プロボクサー。元世界ウェルター級チャンピオン。マサチューセッツ州ケンブリッジの生まれで、双子の兄弟であるジャックもボクサーだったため、「マイク・“ツイン”・サリバン」とも呼ばれる。

## 略歴
1901年デビュー。1907年4月23日、ハニー・メロディに20回判定勝ちで世界ウェルター級チャンピオンとなった。1908年2月22日、当時ミドル級世界王者を自称していたスタンリー・ケッチェルと対戦したが、“ミシガンの暗殺者”の強打にわずか1回でKO負けを喫する。ウェルター級王座は同年11月に返上した。

## 通算戦績
69戦35勝（18KO）7敗14引分